# Koperno
Koperno (niem. Küppern, łuż. Kiperna) – wieś w Polsce położona w województwie lubuskim, w powiecie krośnieńskim, w gminie Gubin.
W latach 1975–1998 miejscowość administracyjnie należała do województwa zielonogórskiego.
Wieś jako (niem.Kipper) wymieniona jest w dokumencie z 1278 roku. W pobliżu znajduje się linia kolejowa z Berlina do Wrocławia. W 1810 roku naliczono we wsi 12 rolników, a w 1939 roku żyło w niej 129 mieszkańców. Dawniej prowadziła tędy droga handlowa ze Szczecina przez Frankfurt, Fürstenberg (pol. Przybrzeg) i dalej do Lubska, Zgorzelca i Pragi. Na uwagę w Kopernie zasługuje kościół z XIX wieku, którego fundament składa się z polnych kamieni i który jest budowlą ceglaną z absydą we wschodniej części i wieżą w zachodniej części, 
Znajdowała się tutaj od 12 czerwca do 18 września 1945 roku komendantura wojskowa, którą dowodził plut. Kazimierz Olejnik z 38. Pułku Piechoty.
W 1952 roku wieś zamieszkiwały 124 osoby i było 26 gospodarstw. Od 2008 roku wieś ma sieć wodną.

## Zabytki
- Kościół z XIX wieku